# Лисицкая, Татьяна Соломоновна
Татьяна Соломоновна Лисицкая (26 февраля 1944 года, Москва) — советский и российский учёный, профессор, кандидат биологических наук, мастер спорта СССР по художественной гимнастике.

## Биография
Родилась 26 февраля 1944 года в Москве.
В спорте с юных лет и тогда же начала выступать с гимнастическими упражнениями. В 1961 году окончила среднюю школу № 110 в Москве.
В 1974 году защитила диссертацию на соискание степени кандидата биологических наук по теме «Исследование кардиореспираторной системы при напряжённой мышечной работе сложнокоординированного характера у юных и взрослых спортсменок».
С 1989 по 1991 год президент Федерация спортивной аэробики СССР, старший тренер сборной команды по СССР по аэробике. Является первым тренером в СССР по обычной и спортивной аэробике. Среди её многочисленных учеников можно выделить Елену Бехтереву, которая в 1991 году становится абсолютной чемпионкой Европы по спортивной аэробике и занимает 2-е место в чемпионате СССР. В 2005 году стала профессором кафедры теории и методики гимнастики РГУФКСиТ.
В 2007 году стала ведущей дисциплин «50+» и «Здоровая спина» на телеканале ЖиВи, а также проводит для телезрителей вебинары и мастер-классы по дисциплине «50+».

## Награды, премии и почётные звания
- Заслуженный работник физической культуры Российской Федерации
- Мастер спорта СССР
- Медаль За трудовую доблесть

### I. Источник информации — алфавитный каталог РНБ
1. Гимнастика : Принципы и методика сост. произвольных упражнений : Метод. рекомендации для студентов-заочников III и IV курсов, специализирующихся по гимнастике / Гос. центр. ин-т физ. культуры; [Подгот. Т. С. Лисицкая, А. Т. Брыкин, В. М. Михайлов и др.]. — Москва : ГЦОЛИФК, 1977. — 500 экз.[2]
2. Управление тренировочными нагрузками в женской спортивной гимнастике : Лекция для студентов и слушателей фак. усоверш. — М. : ГЦОЛИФК, 1980. — 14 с. — 1000 экз.[3]
3. Методика проведения урока хореографии в спортивной гимнастике : Учеб. пособие для студентов, специализирующихся по гимнастике / Гос. центр. ин-т физ. культуры; [Подгот. Т. С. Лисицкой]. — М. : ГЦОЛИФК, 1980. — 22 с. — 1000 экз.[4]
4. Управление тренировочными нагрузками соревновательного периода гимнасток высокой спортивной квалификации в художественной гимнастике : Метод. разраб. для специализирующихся по худож. гимнастике. — М. : ГЦОЛИФК, 1981. — 28 с. — 1000 экз.[5]
5. Проведение занятий по хореографии с гимнастками : Метод. разраб. для студентов, специализирующихся по гимнастике / Гос. центр. ин-т физ. культуры. — М. : ГЦОЛИФК, 1984. — 42 с. — 400 экз.[6]
6. Хореография в гимнастике. — М. : Физкультура и спорт, 1984. — 176 с. — 30000 экз.[7]
7. Ритмическая гимнастика : (230 упражнений). — 2-е изд. — М. : Физкультура и спорт, 1986. — 96 с. — 101000 экз.[8]
8. Специальная двигательная подготовка для юных спортсменок, занимающихся художественной гимнастикой : (На этапе предвар. подгот.) / [Сост.: Лисицкая Т. С., преп., к. б. н., доц., Мамедова Э. Х., Меканцишвили С. А., засл. тренер ГССР] ; Гос. ком. ГССР по физ. культуре и спорту, Респ. метод. каб. Отд. гимнастики. — Тбилиси : Б. и., 1986. — 24 с. — 150 экз.[9]
9. Основы подготовки и проведения занятий по ритмической гимнастике : (Метод. рекомендации для сред. спец. учеб. заведений) / М-во высш. и сред. спец. образования СССР, Науч.-метод. каб. по сред. спец. образованию; [Лисицкая Т. С., Ивлев М. П.]. — М. : Б. и., 1986. — 48 с. — 6000 экз.[10]
10. Ритм + пластика / Худож. А. Литвиненко ; Фот. Р. Максимов. — М. : Физкультура и спорт, 1987. — 158 с. — 50000 экз.[11]
11. Гимнастика и танец / Т. С. Лисицкая. — М. : Сов. спорт, 1988. — 48 с. — (Физкультурная библиотечка школьника). — 200000 экз.[12]
12. Ритм. Пластика / Худож. А. Литвиненко ; Фот. Р. Максимов. — 2-е изд. — М. : Физкультура и спорт, 1988. — 158 с. — 50000 экз.[13]
13. Аэробика на все вкусы. — М. : Просвещение : ВЛАДОС, 1994. — 91, [2] с. — 30000 экз. — ISBN 5-09-006007-X (Просвещение).[14]

### II. Источник информации — электронный каталог РНБ
1. Аэробика : [В 2 т. / Татьяна Лисицкая, Лариса Сиднева]. — М. : Федерация аэробики России, 2002. Авт. указаны на обл. — На с. 5авторы: Лисицкая Татьяна — мастер спорта по худож. гимнастике, к. б. н., проф., Сиднева Лариса — мастер спорта по спорт. гимнастике, к. п. н. — ISBN 5-9500020-1-6. — Т. 1: Теория и методика. — 2002. — 229 c. : — 10000 экз. — ISBN 5-9500020-2-4 (т. 1). — Т. 2: Частные методики. — 2002. — 215 с. — 10000 экз. — ISBN 5-9500020-3-2 (В пер.).
2. Ретроспективный анализ традиционных и нетрадиционных танцевально-гимнастических оздоровительных систем / Т. С. Лисицкая, В. А. Головина, Б. К. Ивлиев; [М-во образования и науки Рос. Федерации, РХТУ им. Д. И. Менделеева, Издат. центр]. — Москва : Российский химико-технологический университет, 2005. — 44 с. — 100 экз.
3. Добро пожаловать в финтес-клуб! / Т. С. Лисицкая. — Москва : Академия, 2008. — 102 с. На 4-й с. обл. авт.: Лисицкая Т. — мастер спорта по художеств. гимнастике, к. б. н., проф. — с. 101. — 3000 экз. — ISBN 978-5-7695-3745-5.
4. Велоаэробика : [учебно-методическое пособие] / Т. С. Лисицкая, А. А. Голенко. — Москва : Советский спорт, 2010. — 142 с. На 4-й с. обл. 1-й авт. — к. б. н., проф., засл. работник физической культуры. — 1000 экз. — ISBN 978-5-9718-0491-8.
5. Физическая культура : 1 класс : учебник / Т. С. Лисицкая, Л. А. Новикова. — Москва : Астрель, 2012. — 126 с. — (Планета наний). — 10000 экз. — ISBN 978-5-271-36050-3.
6. Физическая культура : 3-4 классы : учебник / Т. С. Лисицкая, Л. А. Новикова. — Москва : Астрель, 2012. — 126 с. — (Планета знаний). — 5000 экз. — ISBN 978-5-271-43509-6.
7. Обучение во 2 классе по учебнику «Физическая культура» Т. С. Лисицкой, Л. А. Новиковой : программа, методические рекомендации, поурочные разработки / Т. С. Лисицкая, Л. А. Новикова. — Москва : Астрель, 2012. — 125 с. — (Планета знаний). — 2000 экз. — ISBN 978-5-271-44133-2.
8. Физическая культура : 2 класс : учебник / Т. С. Лисицкая, Л. А. Новикова. — Москва : Астрель, 2012. — 127 с. — (Планета знаний). — 10000 экз. — ISBN 978-5-271-41165-6.